# Menigrates obtusifrons
Menigrates obtusifrons är en kräftdjursart som först beskrevs av Boeck 1861.  Menigrates obtusifrons ingår i släktet Menigrates och familjen Lysianassidae. Arten är reproducerande i Sverige. Inga underarter finns listade i Catalogue of Life.